# Jang Hyuk
Jang Hyuk (* 20. Dezember 1976 in Busan) ist ein südkoreanischer Schauspieler.

## Leben
2004 spielte er an der Seite von Jun Ji-hyun die Hauptrolle in der erfolgreichen romantischen Komödie Windstruck von Kwak Jae-yong.
2008 spielte er in der internationalen Produktion Dance of the Dragon an der Seite von Fann Wong.
2011 spielte er die Hauptrolle in der Serie Iris II an der Seite von Lee Da-hae. Beide spielten bereits zusammen in The Slave Hunters (2010) und Robber (2008).
Jang ist verheiratet und hat drei Kinder.

## Filmografie

### Filme
- 1998: Zzang (짱)
- 2001: Volcano High (화산고)
- 2002: Jungle Juice (정글쥬스)
- 2002: Public Toilet (koreanisch: 화장실 어디에요? Hwajangsil Eodieyo?, chinesisch 人民公厕)
- 2003: Please Teach Me English (영어완전정복 Yeongeo Wanjeon Jeongbok)
- 2004: Windstruck (내 여자친구를 소개합니다 Nae Yeojachingu-reul Sogaehamnida)
- 2004: S Diary (에스 다이어리)
- 2008: Dance of the Dragon
- 2009: Five Senses of Eros (오감도 O Gamdo)
- 2009: Maybe (토끼와 리저드 Tokki-wa Rijeodeu)
- 2009: Searching for the Elephant (펜트하우스 코끼리 Penteuhauseu Kokkiri)
- 2011: The Client (의뢰인 Uiroein)
- 2013: Pandemie (감기 Gamgi)
- 2014: Innocent Thing (가시 Gasi)
- 2015: Empire of Lust (순수의 시대 Sunsu-ui Sidae)
- 2020: The Swordsman (Regie: Choi Jae-hoon)

### Fernsehserien
- 1997: Model (모델, SBS)
- 1999: School (KBS2)
- 1999: Into the Sunlight (MBC)
- 2000: Wang Rung’s Land (SBS)
- 2002: Successful Story of a Bright Girl (명랑소녀 성공기)
- 2002–2003: Great Ambition (대망 Daemang, SBS)
- 2007: Thank You (고맙습니다 Gomapseumnida)
- 2008: Robber (불한당 Bulhandang, SBS)
- 2008: Ryokiteki na Kanojo (猟奇的な彼女, Episode 1, TBS)
- 2008: Tazza (타짜 Tajja, SBS)
- 2010: The Slave Hunters (추노 Chuno, KBS2)
- 2010: Fall in Love with Anchor Beauty (Zhejiang Television)
- 2011: Midas (마이더스, SBS)
- 2011: Deep Rooted Tree (뿌리 깊은 나무 Ppuri Gipeun Namu, SBS)
- 2013: Iris II (아이리스2, KBS2)
- 2014: Fated to Love You (MBC)
- 2017: Voice – Jede Stimme ist einzigartig (보이스, OCN)
- 2019: My Country: The New Age (나의 나라 Naui Nara, JTBC)
- 2022: Bloody Heart (붉은 단심 Bulgeun Dansim, KBS2)